# Deutsche Euro-Steno
Die Deutsche Euro-Steno, auch Euro-Steno genannt, ist ein Stenografiesystem, das von Nicolas Richter, Professor an der Gesamthochschule Kassel, entwickelt und 1978 erstmals veröffentlicht wurde.

## Darstellung
Bei der Deutschen Euro-Steno handelt es sich um ein selbstlautschreibendes System, d. h. die Selbstlaute werden nicht wie z. B. in der Deutschen Einheitskurzschrift oder im System Stolze-Schrey symbolisch dargestellt, sondern durchgängig als eigene unveränderliche Vokalzeichen geschrieben. Es gehört zur Gruppe der Systeme mit starrer Aufstrichvokalisation wie z. B. auch das System von Karl Scheithauer. Die Deutsche Euro-Steno erinnert hier und da an die Systeme von Arends, Roller und Brauns.
Die Zeichen für die Mitlaute bestehen aus ein- und zweistufigen Zeichen. Darunter sind auch mehrere rechtsschräge Zeichen (wie z. B. r und rr sowie -ung in der Deutschen Einheitskurzschrift). Die ähnlichen Laute b und p, d und t sowie g und k unterscheiden sich durch die Zeichengröße. Für r ist ein längliches Oval, für l der Kreis und für j die Punktschlinge gewählt worden. Die Zeichen für r und l werden je nach Verbindung rechts- oder linkswendig geschrieben. Bei Nachlaut-r werden die gerade auslaufenden Zeichen zu Unterlängen. An rechtsrunde Zeichen wird r angehängt; links auslaufende Zeichen verschmelzen mit dem Zeichen für r. Nach den Aufstrichzeichen für die Selbstlaute wird r linkswendig geschrieben. Wenn ein Wort mit einem r aufhört, wird das r zu einem gerade auslaufenden Zeichen. In etlichen Fällen kann das r aus dem folgenden Mitlautzeichen herausgezogen werden.
Die unbetonten Endsilben -en, -te, -ten, -rten, -se, -sen u. a. werden durch Sonderzeichen dargestellt; unbetontes e wird in Endungen und Schlusssilben stets weggelassen. Bereits in der Grundstufe werden d, s, z und teilweise auch k weggelassen, wenn es Anlaute sind. Diese Regelung findet sich in ähnlicher Weise bei den w- und h-Regeln von Arends und Roller.
Die Deutsche Euro-Steno hat über 90 Kürzel, also eigene kurze Zeichen für die häufigsten Wörter sowie Vorsilben und Nachsilben. Etliche Kürzel werden auch für gleich klingende Wörter ohne Unterscheidung der Wortart verwendet, was auch bei der Vereinfachten Kurzschrift Schultz und der Stiefografie der Fall ist. So kommt in der Deutschen Euro-Steno z. B. das Kürzel für "für" auch in "führ" und das Kürzel für "sich" auch in "sicherlich" zur Anwendung. Auffällig ist dabei die Verwendung des Punktes, der in zwei verschiedenen Stellungen für sechs Wörter und Silben seine Anwendung findet.
Das System der Euro-Steno hat viele Sonderregeln und Ausnahmebestimmungen wie z. B. auch die Deutsche Einheitskurzschrift, was die Erlernung kompliziert macht. Das System ist dreigliedrig; die 110 Lerneinheiten des Lehrbuches sind in drei Gruppen gegliedert, die einer Grundstufe, einer Mittelstufe und einer Oberstufe entsprechen. Das Lehrbuch wurde für den Selbstunterricht entwickelt.

## Verbreitung
Dieses Stenografiesystem ist überwiegend im Raum Kassel verbreitet. Die Industrie- und Handelskammer Kassel nimmt Kurzschriftprüfungen auch nach dem System Euro-Steno ab.